# 獣医科大学
獣医科大学（じゅういかだいがく）とは、獣医学に関する研究・教育を行っており、獣医師を養成する課程として獣医学部がある単科大学。獣医大学ともいう。
なお、獣医科大学の内容説明（概要・一覧など）に関しては大学獣医学部と重複する場合もあるので、当該項目を参照。

## 旧制獣医学専門学校
- 旧制専門学校#獣医参照

## かつて存在した獣医科大学
- 東京獣医畜産大学（現日本大学生物資源科学部）
- 麻布獣医科大学（現麻布大学獣医学部）

## 現在獣医学部のある大学
- 国立
  - 北海道大学
  - 帯広畜産大学
  - 岩手大学
  - 東京大学
  - 東京農工大学
  - 岐阜大学
  - 鳥取大学
  - 山口大学
  - 宮崎大学
  - 鹿児島大学
- 公立
  - 大阪公立大学
- 私立
  - 酪農学園大学
  - 麻布大学
  - 北里大学
  - 日本大学
  - 日本獣医生命科学大学
  - 岡山理科大学